# قوس قسطنطين

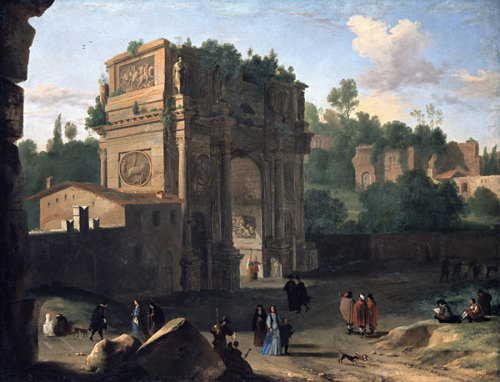
قوس قسطنطين، روما رسمها "هيرمان فان سوفيلت"، القرن 17

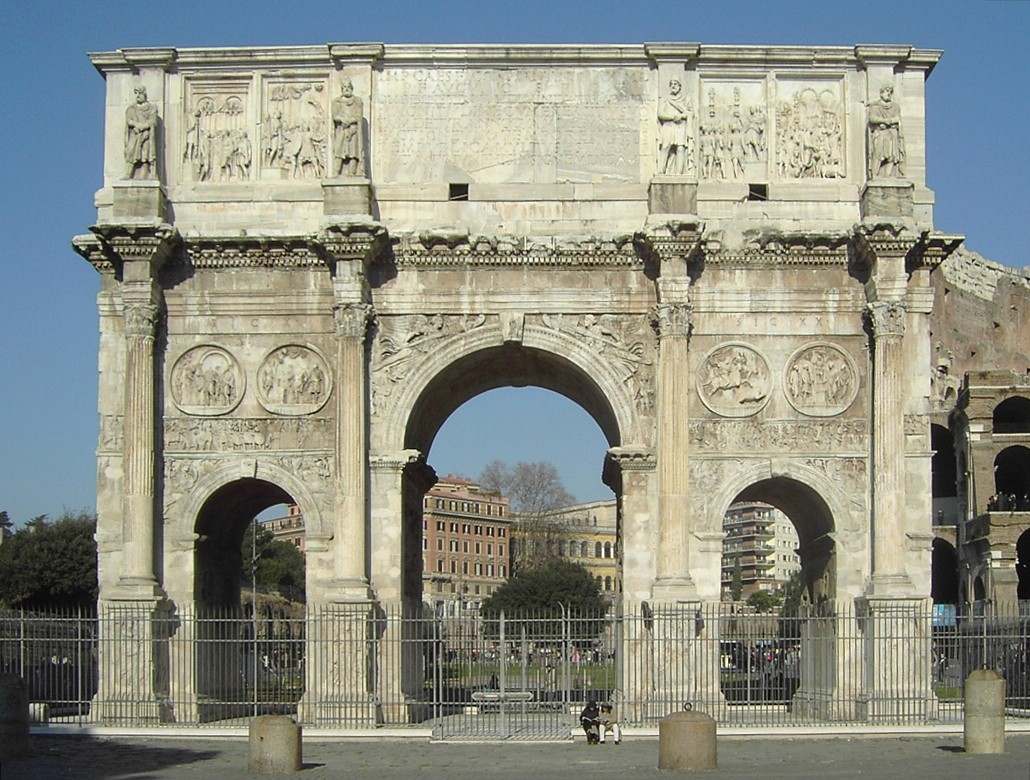
الجانب الجنوبي، إلى اليمين الكولوسيوم

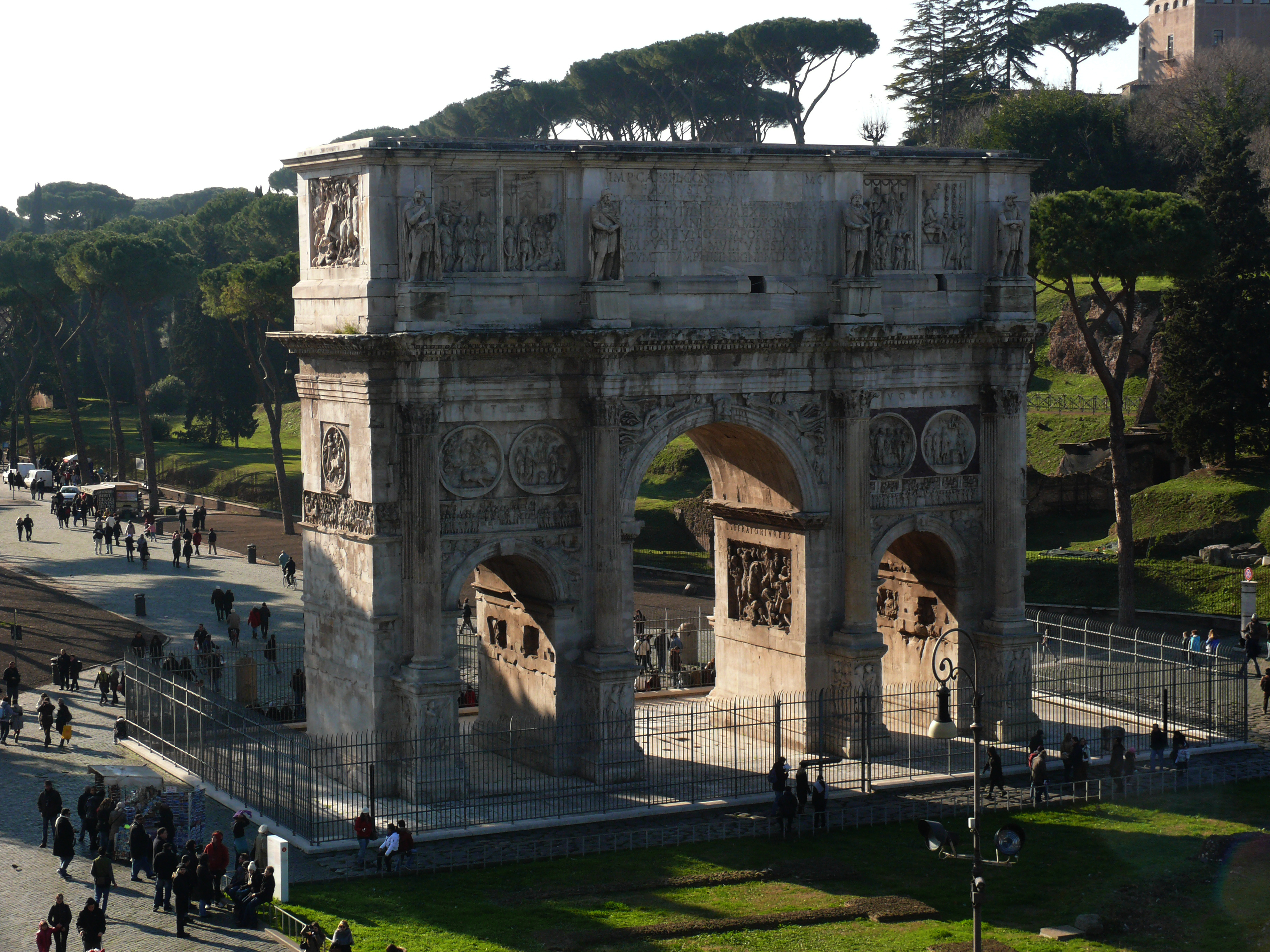
تُظهر الجانب الشمالي، من الكولوسيوم

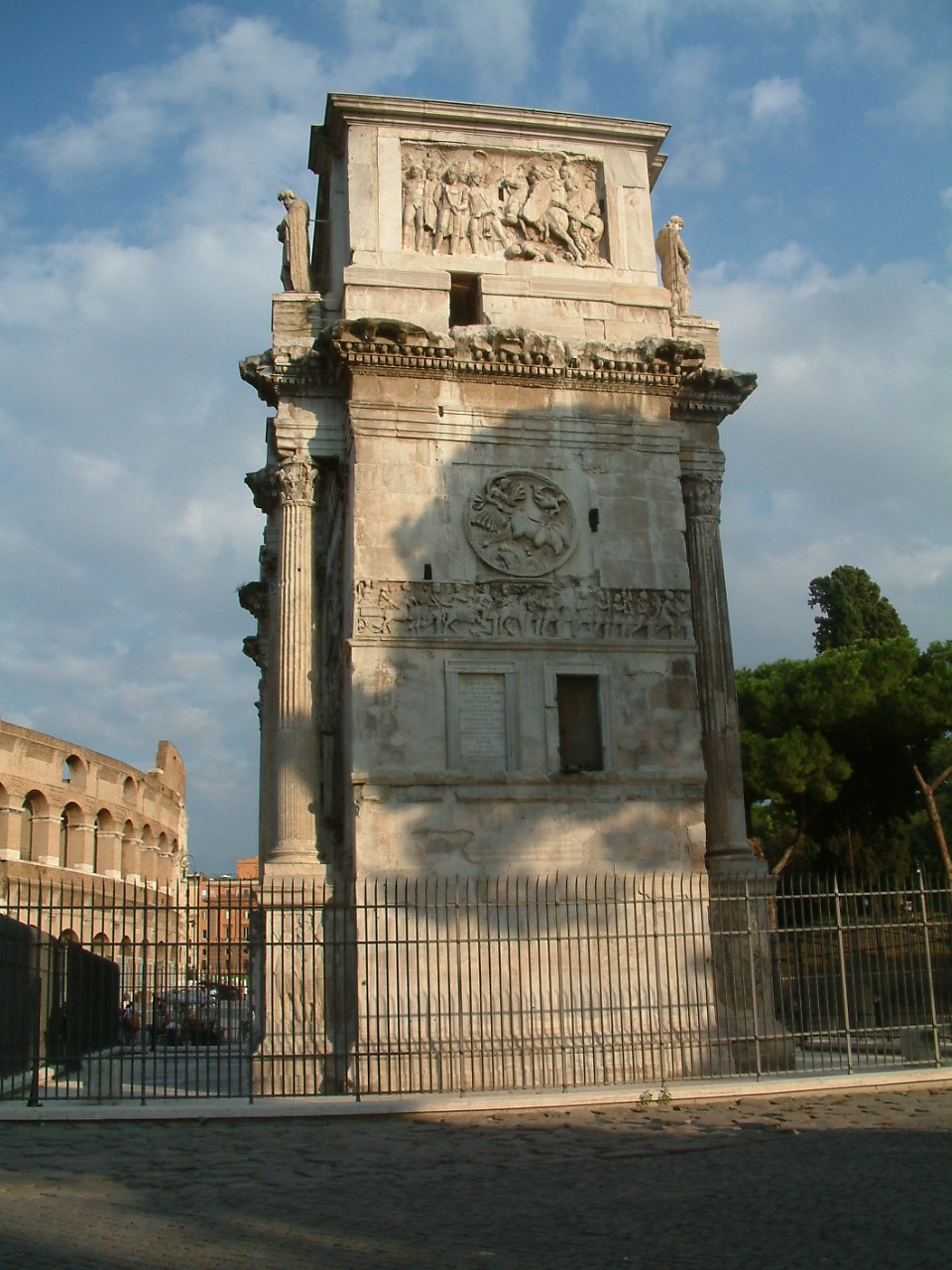
الجانب الغربي

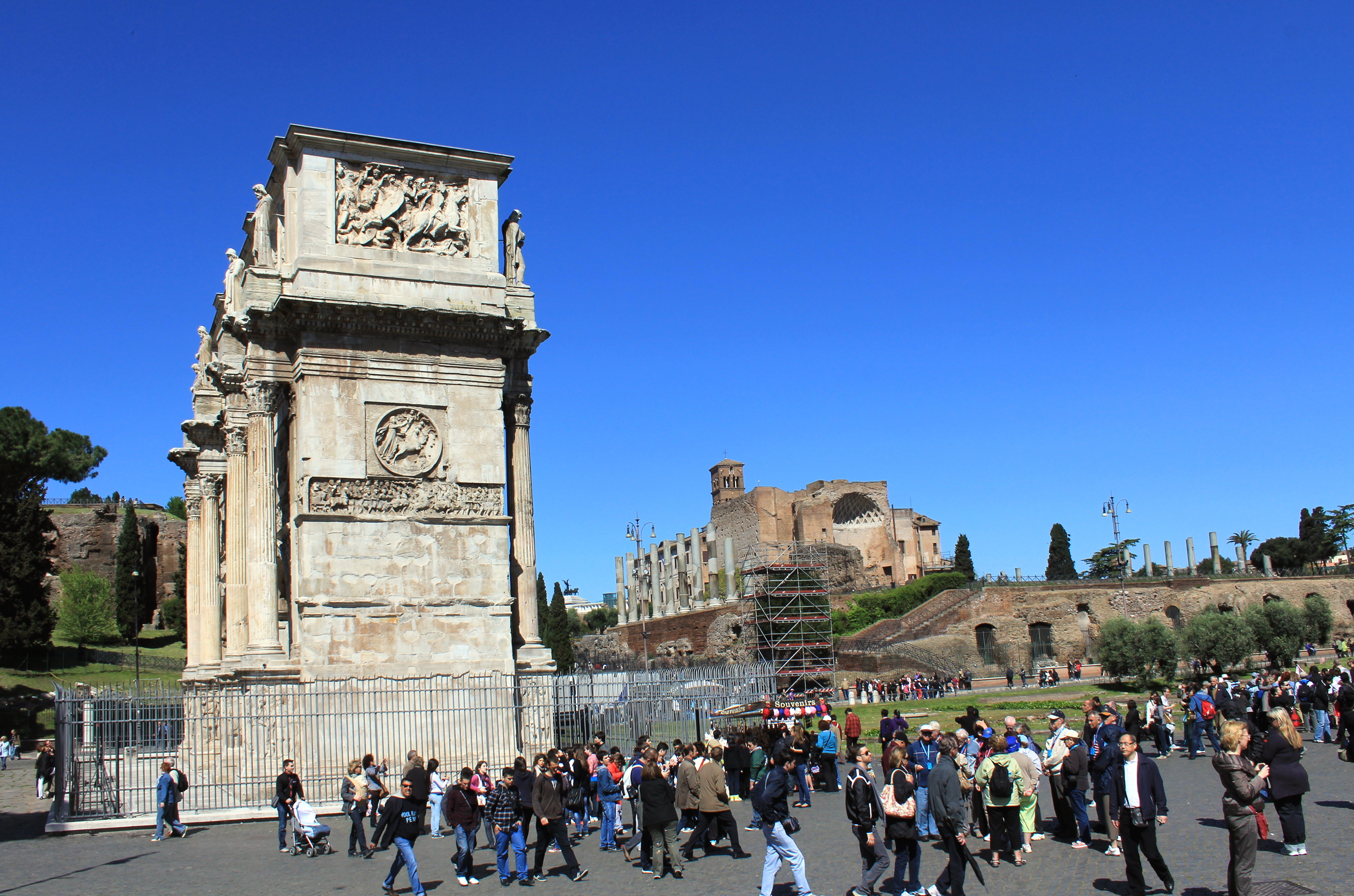
الجانب الشرقي، والمنتدى الروماني خلفه

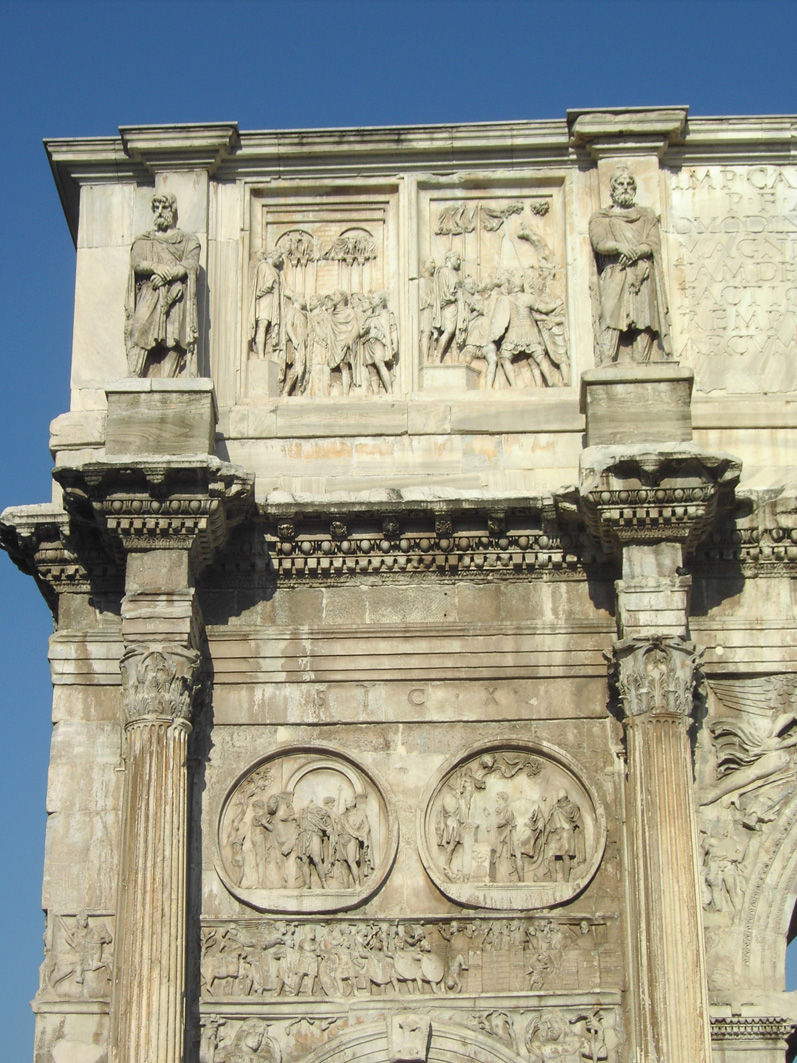
لوحات

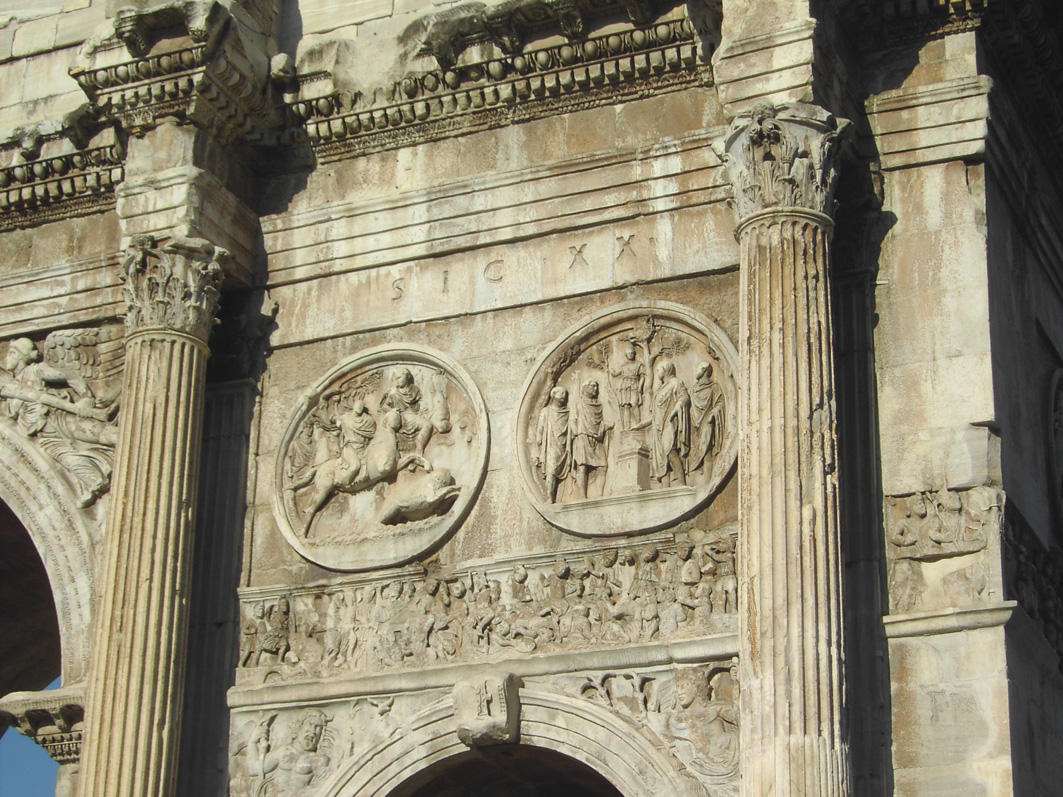
لوحات

قوس قسطنطين (بالإيطالية: Arco di Costantino)‏، هُو قَوس النَّصر في روما، ويَقَع بَين الكولوسيوم وهَضبة بالاتين. وقد أقامها مَجلس الشُّيوخ الرّوماني لإحياء ذكرى قسطنطين الأول على ماكسنتيوس في مَعركة جِسر ميلفيان في عام 312. وهو أكبر قَوس نَصر روماني. يَمتد القَوس على طريق تريومفاليس، الطريق الذي اتخذها الأباطرة عند دُخولهم المدينة مُنتصرين.
على الرُّغم من أنه مُخَصص لقسطنطين، فإن الكثير من المواد الزُّخرفية أُدرجت في وقت سابق من زمن الأباطرة أَمثال تراجان (98-117)، هادريان (117-138) و‌ماركوس أوريليوس (161-180).  وهو آخر أقواس النَّصر القائمة في روما، كما أن سبوليا تم استخدامها على نطاق واسع، أعاد استخدامه أيضاً العديد من المدخرات الرََّئيسية من آثار الإمبراطورية في القرن الثاني، والتي تُعطي التباين في الأسلوب وشهرة في النحت الذي أُنشأ حديثاً للقوس. حصل على الاسم المُستعار من الغراب «دي كوناشيادي ايسوبو».  الأ
يَبلغ ارتِفاع القَوس 21 م، بِعرض 25.9م وعُمق 7.4 م، ويتكون من ثلاث طرق، الطَّريق المَركزي يَبلغ ارتفاعه 11.5 م وعرضه 6.5 م والمَمَرات الجانبية ارتفاعها 7.4م وعرضها 3.4م، وضعت العلية فوق الممرات، وتَتألف من الطوب مع الرخام.
الدرج المَوجود في القَوس يتم الدُّخول إليه من باب ضئيل الإرتفاع عن الأرض، وعلى الجانب الغربي مواجه لتلة بالاتين، التَّصميم العام مع الجزء الرئيسي تم تَنظيمه بِوساطة أَعمدة مُنفصلة والعلية أعلاه من النقش الرَّئيسي، على غرار قوس سيتيميوس على الطِراز الرُّوماني.

## التاريخ
شُيد القوس بين 312 و 315 ميلادي، وقد كَرَّسَه مَجلس الشُّيوخ للاحتفال عشر سنوات (دياناليا []) من عَهد قسطنطين (306-337) وانتصاره على الإمبراطور ثم الحاكم ماكنتيوس (306-312) في معركة جسر ميلفيان في 28 أكتوبر 312، كما هو مبين في عِلية النّقش، وتم افتِتاحُهُ رسمياً في 25 يوليو 315. لم يعط مجلس الشيوخ الروماني القوس لانتصار قسطنطين، كما كانوا يحتفلون بالوصايا العشر، وهي سِلسلة من ألعاب تَحدث كل عقد من أجل الرومان. وفي هذه المناسبة يقولون العَديد من الأدعية، ومع ذلك، دخل قسطنطين روما فعلاً في 29 أكتوبر 312، وسط ابتهاج كبير، وقام مجلس الشيوخ بعد ذلك بتكليف النصب.، ثم غادر روما في غضون شهرين ولم يعد حتى 326م. 
الموقع، تَقَع بين تلة بالاتين وتلة كايليان، حيث امتد الطريق القديم من الانتصارات الرومانية (عن طريق النصر) إلى الأصل، واختلفت عن طريق ساكرا. وكان هذا الطريق هو الذي اتخذه الأباطرة عندما دخلوا المَدينة مُنتصرين. وبدا الطريق في الحرم الجامعي (مارتيموس) الذي قاد السيرك حول تلة بالاتين؛ مباشرة بعد قَوس قسطنطين، تحول الموكب اليساري إلى ميتا سودانس وسار على طوله عبر ساكرا إلى المنتدى الروماني وتلة كابولين، مروراً بأقواس تيتوس وسيتيميتوس سيفيروس.
خِلال العصور الوسطى، تَمَّ دَمج قَوس قَسطَنطين في واحدة من معاقل الأسرة مِن روما القديمة، كما هو مبين في اللَّوحة من قِبل هيرمان فان سوانفيلت هنا وقد نُفذت أعمال التَّرميم لأول مَرة في القَرن الثامِن عَشر،  وحَدَثَت الحَفريَّات الأخيرة في أواخر التسعينيات، قبل اليوبيل العظيم عام 2000م. وكان القَوس بمثابه خَط النِّهاية للحدث الرِّياضي الماراثون للألعاب الأولمبية الصيفية عام 1960م.
- تواريخ المواد الزَّخرفية المُدمجة

### الجدل
كانَ هُناك الكثير من الجَدل حول أصول القوس، مع بعض العلماء الذين يدَّعون أنه لا ينبغي أن يُشار إليه بعد الآن على أنه «قوس قسطنطين»، ولكنه في الواقع عمل سابق من وقت هادريان، أُعيدت صياغته خلال عهد قسطنطين، أو على الأقل الجزء السفلي منه. وهناكَ نَظرية أُخرى تَحمل أنه تم نصبه، أو على الأقل بدأ، بوساطة [ماكنتيوس]  واحد من الباحثين يَعتقد أنه كانَ في وقت مُبكر مثل فترة دومينا (81-96).

### الرمزية
مَهما كانت أَخطاء ماكنتيوس، تَأثَّرت سُمعته في روما بمُساهماته في البِناء العام. ووقت انضمامه في عام 306 أصبحت روما لا صِلة لها بِشَكل متزايد بإدارة الإمبراطورية، مُعظم الأباطرة كانوا يَختارون العَيش في مكان آخر والتركيز على الدفاع عن الحدود الهشة، حيث أن كثيراً ما تأسست مدن جديدة. وساهم هذا العامل في قدرته على الاستيلاء على السَُّلطة. وعلى النقيض من ذلك ركز ماكسنتيوس على استعادة العاصمة، صاحَبه كونه المحافظ أوربيس سواي (حاكم مدينته).
وهكذا كان ينظر إلى قسنطينة من بين الأمور باعتبارها وديعة ومن أعظم المحسنين في المدينة، وتحتاج إلى اكتساب الشرعية. وقد حدث الكثير من الجدل برعاية الأشغال العامة في هذه الفترة. الفيلسوف الألماني، والتر بنيامين لاحظ أنه يُنظر إلى التاريخ من خلال عُيون المنتصر (أوبر دن الحثالة دير جتشيشته السابع، 1940)، ولم يكن لقسطنطين والعلماء البيولوجيين أي استثناء. وتم إصدار اللوحات التذكارية التي حددها لِمحو الذاكرة من ماكنتيوس بشكل مَنهجي، ولا يزال هناك قدر كبير من عدم التيقن فيما يتعلق بِرعاية المباني العامة في أوائل القرن الرابع، بما في ذلك قوس قسطنطين، الذي قد تكون في الأصل قوساً من «ماكنتيوس».

## أسلوب النحت
قَوس قسطنطين هو مِثال هام جداً، كثيراً ما يُستَشهد به في الدِّراسات الإستِقصائِية لتاريخ الفن، من المُتغيِّرات الأسلوبِية في القرن الرابع، و «انهيار الكَنسية اليونانية الكلاسيكية من الأشكال خلال الفترة الرومانية الراحلة»، كانَت تُشير إلى أن المَدينة في انخفاض، وسرعان ما سَتُحجب عن تأسيس قسطنطين كعاصمة جَديدة في القسطنطينية في عام 324.كذلك التباين بين أنماط إعادة استخدام الإمبراطورية من تراجان، هادريان وماركوس أوريليوس وتلك التي صُنعت حديثاً للقوس،  على الرُّغم من أنه يَنبغي الإشارة إلى أنه تم استبدال رئيس الإمبراطورية في وقت سابق من قبل قسطنطين الفنان حيث كان لا يزال قادراً على تحقيق صرخة بعيداً عن الأسلوب المهيمن لحلقة العمل.ويبقى النصب المدني الأكثر إثارة للإعجاب على قيد الحياة في روما في أواخر العصور القديمة، ولكنه أيضاً واحد من أكثر الموضوعات جدلاً فيما يتعلق بأصوله ومعانيه.
يُقارِن كيتزينجر دائِرة صَيد الأسَد لهادريان، الذّي لا يَزالُ راسخاً في تَقليد الفن الإغريقي الرَّاحِل، وَهُناكَ «وهم مَفتوح ومُتجدد الهَواء تَتَحرك فيه الأرقام بِحُرية وبِتأمين ذاتي مُريح» مع إفريز في وَقت لاحِق حيثُ يتم«الضَّغط على الأرقام المحاصرة، كَما كانَت بين طائِرتين خياليتين ومُعبأة بإحكام داخِل الإطار الذي يَفتقر إلى حُريَّة الحَرَكة في أي اتجاه»، مع «الإيماءات المُبالغة وغَير المُنسقة مع بقية الجسم».
في نقوش القرن الرابع، تَمَّ التَّخلص مِن الأرقام هندسياً في نمط «لا معنى له إلا فيما يتعلق بالمتفرج»، في المشهد (أدناه) يُرَكز على الإمبراطور الذي ينظر مباشرة خارجاً إلى المُشاهد. ويُتابع كيتزينجر: «ذهب أيضاً الكنسي الكلاسيكي في النِّسَب. رؤوس كَبيرة بشكل غير متناسب، جذوع مُربعة، السيقان الصغيرة... إلخ»، إن الاختلافات في الحَجم المادي للأرقام تُبرز بِشكل جَذري الاختلافات في الرُّتبة والأهمية التي أشار إليها فنان القرن الثاني بالوَسائِل التَّركيبية الخَفيَّة في تجمع يبدو عرضياً. ذهب وأخيراً، إلى تفصيل التَّفاصيل والتَّمايز من نسيج السطح. حيث يتم قطع الوُجوه بدلاً من النمذجة، والشعر يأخذ شكل غطاء مع بعض الانقسامات السطحية، ويشار إلى الأقمِشة بِشكلٍ موجَز بوساطة خُطوط مَحفورة وعَميقة.
مِنَ الواضِح أنَّ اللَّجنة بالِغة الأهمية، ويَجِب النَّظر إلى العَمَل على أنَّهُ يَعكِس أفضَل الحرف المُتاحَة في روما في ذلك الوقت؛ وَربما كانَت وَرشة العَمَل نَفسَها هي المسؤولَة عن عَدد من التوابيت الباقية. وقَد أثيرت مَسألة كَيفية حِساب ما قد يبدو انخفاضاً في كُل من الأسلوب والتَّنفيذ قدراً هائلا من النقاش. وتَشمل العَوامِل التي أُدخِلَت على المُناقشة ما يلي: انقطاع الإرسال في المَهارات الفَنية بسبب الاضطراب السِّياسي والاقتصادي لأزمة القَرن الثالث،كذلك التأثر بالأساليب الشرقية وغيرها من الأساليب الإقليمية الكلاسيكية في جميع أنحاء الإمبراطورية (وهو الرَّأي الذي يُروج له جوزيف ستراجيفسكي والآن قلل مٌعظمها في الغالب)،  ظُهور الفن العام في حالة عالية من البَساطة «الشعبية» أو «مائلة» إلى النمط الذي كانَ يُستخدم من قبل الطبقة الأقل ثراءاً في عهد النماذج اليونانية، والأيديولوجية النَّشطة تحولت ضد الأساليب الكلاسيكية، لرؤية العالم بِبَساطة واستغلال الإمكانِيّات التَّعبيرية التي أعطت أسلوب أبسط.  وكان النحاتون من وقت قسطنطين أكثَرَ اهتماماّ بالرمزية: رمزية للدين وكذلك رمزية للتاريخ. ومن العَوامِل التي لا يُمكن أن تكونَ مسؤولية، كتاريخ ومنشأ صورة البندقية المعروضة التي ترمز إلى ارتفاع المسيحية إلى الدَّعم الرسمي، كما كانت التغيرات قبل ذلك.
ويُمكن اعتبار الإشارات الأسلوبية إلى الأقواس السابقة لتيتوس وسيتيميتوس سيفيروس، بالإضافة إلى دَمج سبيليا من عصر الأباطرة السابقين الآخرين، التي فيها إشادة مُتعمدة للتاريخ الروماني.

## الأيقونية
زُيِّنَ القَوس بِشَكل كَبير مَع أَجزاء مِنَ الآثار القَديمة، والتي تَفتَرض مَعنى جَديداً في سِياق المَبنى القسطنطيني. وبما أنَّها تَحتَفل بانتصار قسطنطين، فإن الأفاريز «التاريخية» الجديدة التي تُوضح حَملتَه في إيطاليا تَنقُل المَعنى المَركَزي الذي يَتَضمن: مَدح الإمبراطور، سواء في المعركة أو في واجِباته تُجاه المَدنية. وهناك صُوَر أُخرى تَدعم هذا الغَرَض: زخرفة مَأخوذة من «الأوقات الذَّهَبية» للإمبراطورِية في ظِل الأباطرة في القرن الثاني الذي أعادَ استخدام نُقوش قَسنطينة بِجانب هؤلاء «الأباطرة الطيِّبين»، ومُحتوى القِطَع يَستَحضر صُور للحاكم المٌنتَصر والورع.
ثَمَّة تَفسيرٌٌ آخر يُعطى لإعادة الإستِخدام هو «الوقت القَصير بين بِداية البِناء (أواخر 312 في أقرب وقت)والتفاني (الصيف 315)»، بالتالي فَإن المهندسين المِعماريين إستَخدموا الأعمال الفَنيَّة المَوجودة لِتعويض ضيق الوقت ولِخلق فن جَديد. يُمكن أن يَكون هذا العَدد الكَبير مِنَ الأجزاء القَديمَة قد استُخدِمت لأن البناة أنفُسُهم لمْ يَشعروا بِأن فنانيهم قد يكونون أفضل من ما فعله الأشخاص المُختلفون. وسَبب آخر مُحتَمل هوَ أنَّه كثيراً ما يَقترح أن الرومان في القرن الرابع لَم يَكن لَديهم المَهارة الفَنِيَّة لإنتاج عمل فني مَقبول، وكانوا على دِراية به، وبالتالي نَهَبوا المَباني القَديمة لِتزين مَعالِمَهم المُعاصرة. وقد أصبح هذا التَّفسير أقَل وضوحاً في الآونة الأخيرة، حيث تَمَّ تَقدير فَن العُصور القَديمة المُتأخرة في حد ذاته. ومن الممكن أن تكونَ مَجموعة من تلك التفسيرات صَحيحَة.

### العلية
في الجُزء العُلوي مِن كُل عَمود، يُمكن رُؤية المَنحوتات الكَبيرة التي تُمثِّل ال"داسيا"، وهي من تاريخ تراجان، تَقع فَوق المَمَر المَركزي، كما أنَّ تَشكيل الجُزء الأكثر بروزاً من العِليّة مُتَطابِقة عَلى كِلا الجانِبَين من القَوس. حَيثُ أنَّ النَّقوش تَشمَل أربَعة أزواج من لَوحات الإغاثَة فَوقَ المَمَرات الصَغيرة، وهي ثَمانِيَة في المَجموع. مَأخوذَة مِن نَصب مَجهول أُقيمَ تَكريماً لِماركوس اوريليوس على الجانِب الشَّمالي، مِنَ اليَسار إلى اليَمين لَوحات تُصَور عَودَة الإمبراطور إلى روما بَعد الحَملة (المُغامَرة)، ومُغادَرَة الإمبراطور للمَدينة وحيَّاً بِتَجسيد فلامينيا، وإمبراطور تَوزيع المال بين الناس (لارغيتيو)، وإمبراطور استِجواب سَجين المانية. أمَّا على الجانب الجَنوبي، مِنَ اليَسار إلى اليَمين، يُصَور القَبض على زَعيم العَدو الذي قاد ضد الإمبراطور، وهُوَ مَشهد مُماثِل للسُّجناء الآخرين كما يَتضح أدناه، والإمبراطور الذي يتحدث إلى القوات، وإمبراطور التَّضحية بالخنزير والأغنام والثور (سوفيتورليا) مَع ثَلاثَة لَوحات مَوجودة الآن في مَتحف كابولين، ورُبما أُخذت الإغاثة مِن نَصب تِذكاري للاحتفال بِذِكرى ماركوس اوريليوس في الحرب ضِدَّ الماركواني والسارماتيين ما بين (169-175)، التي انتَهَت مَع عَودَة ماركوس اوريليوس المظفرة في عام 176. وفي لَوحَة لارغيتيو، تَمَّ القَضاء على الرَّقم الخاص بإبن ماركوس اوريليوس ' كومودوس ' بَعدَ تَخليد ذِكرى دامناتيا.
مِن نَفس الفَترة الزَّمَنِيَّة، هُناكَ اللَّوحَتان الكَبيرَتان بارتفاع 3م واللَّتان تُزَيِّنان العِليَّة عَلى الجانِبَين الشَّرقي والغَربي مِن الكَواليس التي تَعرِض القَوس المُستَخدم في الحُروب التراجانية الداقية. مَع اثنَين مِن الإغاثة عَلى الجانِب الداخلي مِنَ المَمَر المَركزي، وجاءَت هذه من إفريز كَبير احتفالاً بالنَّصر في الحُروب. كانَ المَكان الأصلي من هذا الإفريز في منتدى تراجان، أو الثكنات في حصان الإمبراطورة الحارِسة على كليوس.
- تَفاصيل لَوحَة الإغاثَة، الجانِب الجَنوبي، اللوحة الواقعة إلى اليمين من القوس الأيسر.

### القطاع الرئيسي

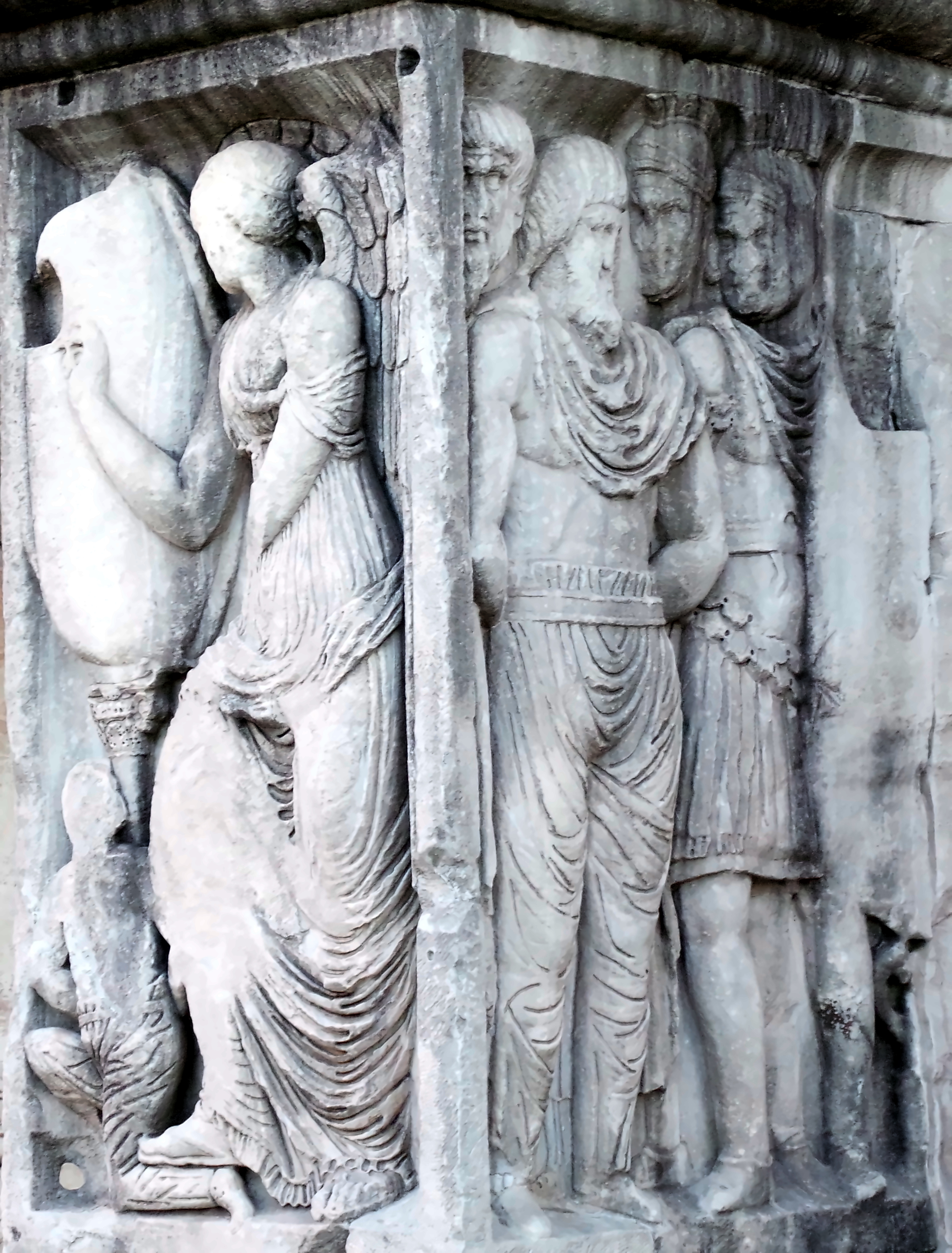
التفاصيل من الشمال الأرجواني على العمود الثاني (انظر المعرض)، مع فيكتوريا إلى (اليسار)، والسجناء (الحق) إلى اليمين

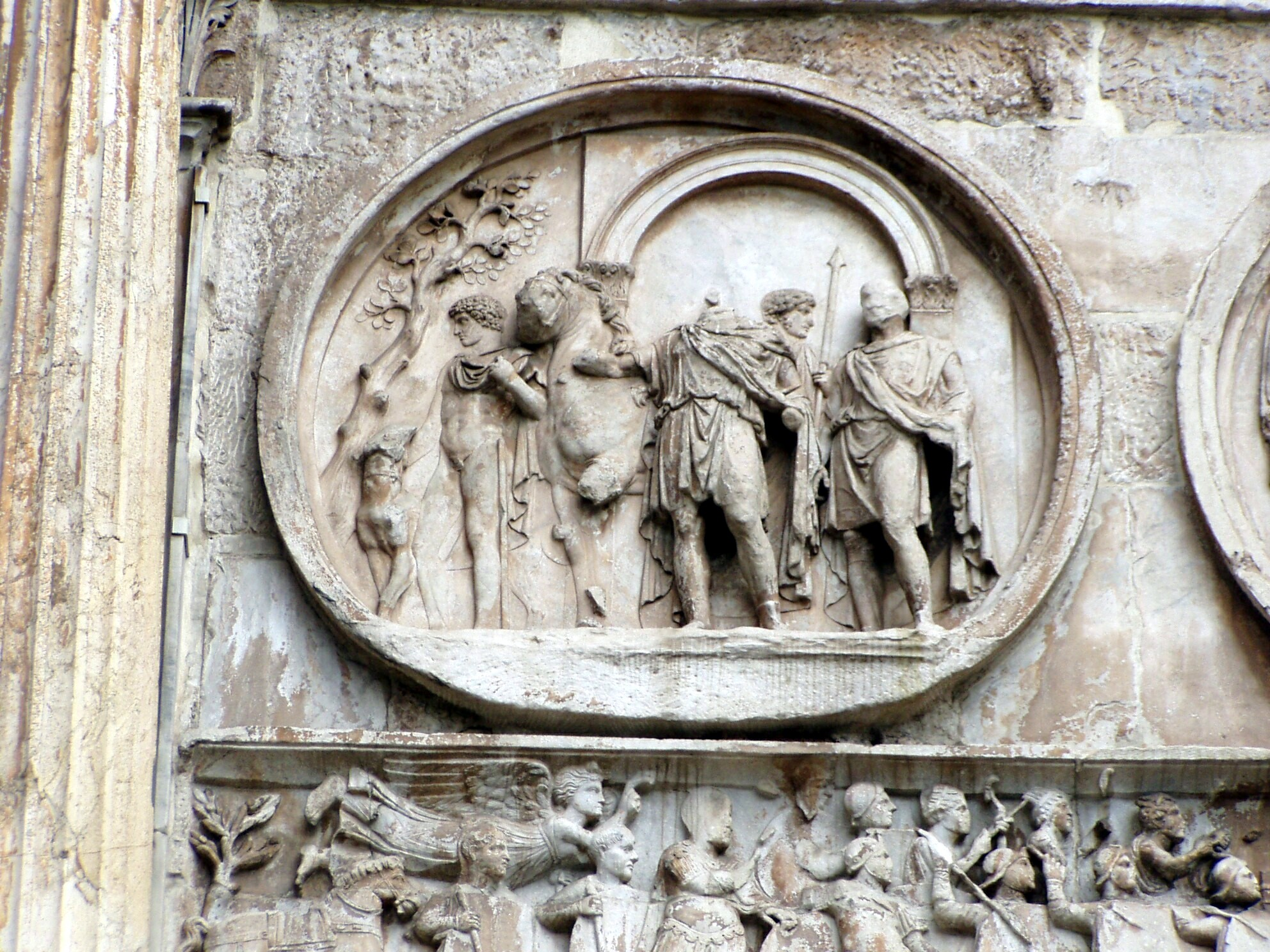
جولة الإغاثة، الجانب الجنوبي،أقصى اليسار. المغادرة للصيد

التَّخطيط العام لِلواجهَة الرَّئيسية مُتَطابِق عَلى كِلا جانبي القَوس، ويَتَأَلَّف مِن أربَعة أَعمدَة على القَواعِد، ويُقسم الهَيكَل إلى قَوس مَركَزي، وقَوسَين جانِبِيتين،
ويَتِم التَّغَلب على الأخير بِواسِطة الجَولتين الدائريتين على الإفريز الأفقي. والأعمدة الأربَعَة هيَ مِن الأمر الكورياني المَصنوع من الرُّخام الأصفر النوديان (جيالو كانتيكو)، وقَد تَم نَقل إحداها إلى كاتدرائية سان جيوفاني في ترتيانو، واستعيضَ عَنها بِعمود مِن الرُّخام الأبيض. وتقف الأعمدة على القَواعِد (الأجزاء السفلية أو الجانبية) المزينة على ثَلاثَة جَوانِب.
- جولة الإغاثة فوق الطريق الجانبي الأيمن، من الجنوب، إلى الأعلى من الإفريز
- تماثيل لمجموعة من الأعمدة على الجانب الشمالي.
- تفاصيل الأجزاء الغربية
- تماثيل الجانب الشمالي

تَقَع أزواج الإغاثة فَوقَ كُل مَمَر جانِبي يَعودُ تاريخها إلى عصر الإمبراطور هادريان. حيث تَعرِض مَشاهِد الصيد والتضحية:(الجانب الشمالي،
من اليسار إلى اليمين) يُظهِر مُطارَدة خِنزير والتضحية لأبولو، ومطاردة الأسد والتضحية لهرقل.
على الجانب الجنوبي يُظهَر الزَّوج الأيسَر مَعنى المُغادَرَة للصيد والتضحية إلى سيلفانوس، والجهة اليمنى تُظهِر مُطارَدة الدب والتضحية لديانا. وقد تم إعادة صياغة نقش الإمبراطور (هادريان في الأصل) على جميع الميداليات إلى قسطنطينة في مشاهد الصيد كما يتضح في الجانب الشمالي، بالإضافة إلى النقوش المؤطرة التي يبلغ قطرها 2 متر؛ حيث أن هذا التأطير فقط على الجانب الأيمن من الواجهة الشمالية.
ويوجد ميدليات من أصل قسطنطين، على الجوانب الصغيرة من القوس؛ الجانب الشرقي يُظهر شروق الشمس، والجانب الغربي يُظهر القمر. أصغر الممرات تظهر آلهة النهر. وقواعد الأعمدة والنقوش الفرعية هي من وقت قسطنطين.
- سباندريل على القوس الرئيسي

### الإفريز القسطنطيني

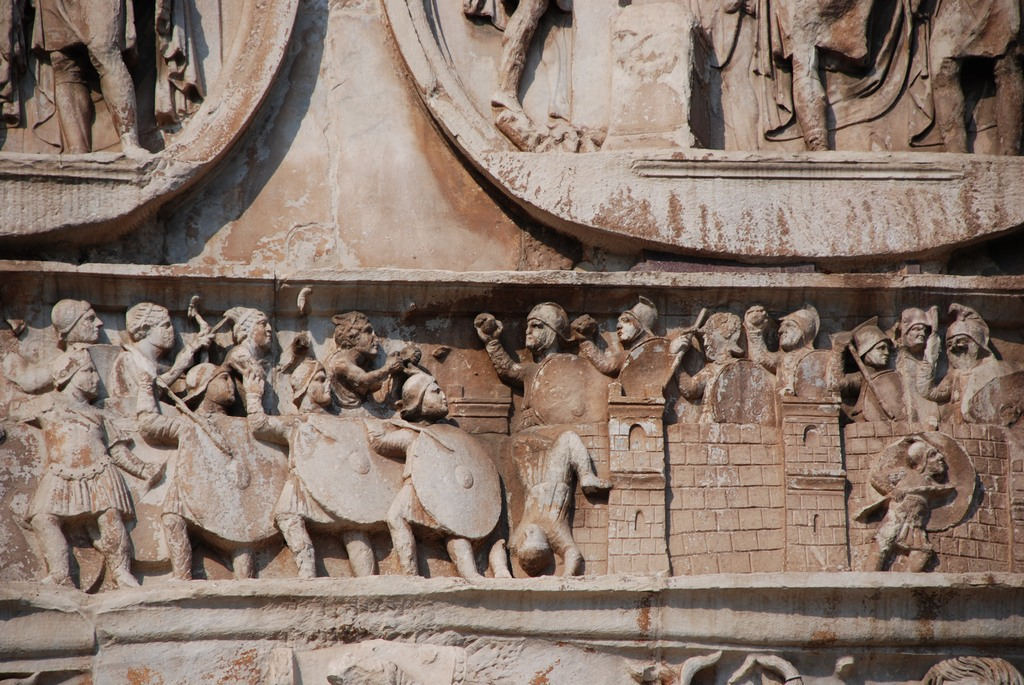
أوبديو (تفاصيل)

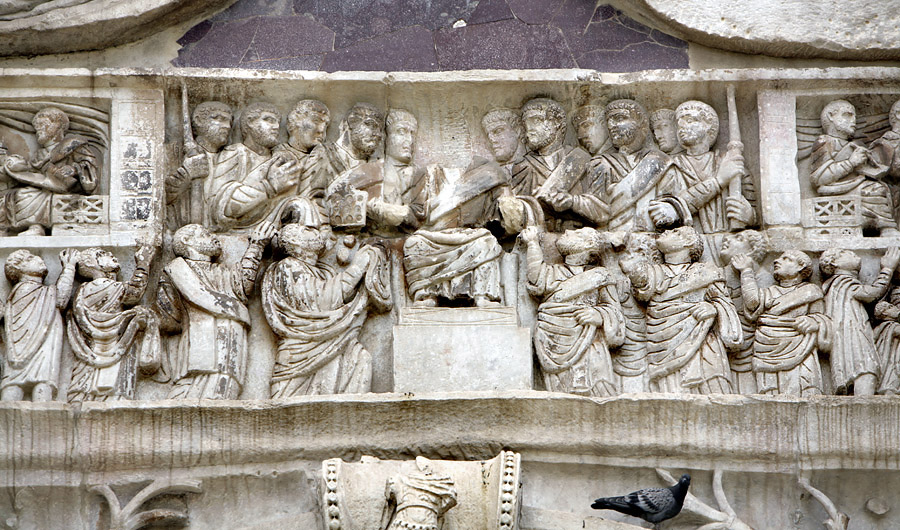
ليبراليتاس (تفاصيل)

يَقَع الإفريز الأفقي تحت جولة الإغاثة التي تشكل الأجزاء الرئيسية من وقت قسنطينة، 
يوجد حول النصب شريط واحد فوق كل الطرق الجانبية وبما في ذلك الجانبين الغربي والشرقي من القوس. حيث تصور مشاهد من الحملة الإيطالية ضد ماكنتيوس الذي كان السبب في بناء النصب التذكاري. يبدأ الإفريز في الجانب الغربي. وهو مستمر على الجانب الجنوبي، مع حصار فيرونا (اوبسيديو) على اليسار (جنوبي غربي)، وهو الحدث الذي كان له أهمية كبيرة للحرب في شمال إيطاليا.
على اليمين (جنوب شرق) يصور مَعركة جسر ميلفيان (البروليوم) مع جيش قسطنطين المنتصر والعدو الذي غرق في نهر التيبر. على الجانب الشرقي يدخل قسطنطين وجيشه روما ([انغرسسوس]); ويبدو أن الفنان قد تجنب استخدام صور من الانتصار، كما أن قسطنطين ربما لا يريد أن يظهر منتصراً على المدينة الخالدة. على اليسار (الشمال الشرقي) يتحدث قسطنطين إلى المواطنين في المنتدى الروماني (اللسان)، في حين أن الحق (شمال غرب) هو الفريق النهائي مع قسطنطين وتوزيع الأموال للشعب. 
- الجانب الغربي
- الجانب الجنوبي الغربي
- الجانب الجنوبي الشرقي
- الجانب الشرقي
- الجانب الشمالي الشرقي
- الجانب الشمالي الغربي

### الجوانب الداخلية للطرق
يوجد في الطريق الرئيسي لَوحَة واحِدة كَبيرة مِن حَرب تراجان على كل جدار. وداخل الممرات الجانبية ثمانية تماثيل (اثنان على كل جدار)، حيث دمرت إلى الحد الذي لا يمكن التعرف عليها.

## النقوش
النقش الرئيسي على العلية هو في الأصل من الحروف البرونزية. ولا يزال بالإمكان قرائتها بسهولة؛ حيث يقرأ كالتالي:
imp(eratori) · caes(ari) · fl(avio) · constantino · maximo · p(io) · f(elici) · avgusto · s(enatus) · p(opulus) · q(ue) · r(omanus) · qvod · instinctv · divinitatis · mentis · magnitvdine · cvm · exercitv · svo · tam · de · tyranno · qvam · de · omni · eivs · factione · vno · tempore · ivstis · rempvblicam · vltvs · est · armis · arcvm · trivmphis · insignem · dicavit
تم التعليق على الكلمات الغريزية إلى حد كبير وهي عادة ما تقرأ كعلامة على الانتماء الديني المتحول لقسطنطين:  التقليد المسيحي، وأبرزها لاكانتيوس واوسمن القيصرية، يمكن النظر إلى الصياغة المبهمة للكتابة على أنها محاولة إرضاء جميع القراء المحتملين، وكونها مبهمة عمداً، ومقبولة لكل من الوثنيين والمسيحيين. وكما جرت العادة، فإن العدو المهزوم لا يذكر بالإسم، بل يشار اإليه على أنه «الطاغية»، استناداً إلى مفهوم القتل الشرعي للحاكم المستبد؛ مع صورة «الحرب العادلة»، فإنه يخدم كمبرر لحرب قسنطينة الأهلية ضد ماكنتيوس.
اثنين من النقوش القصيرة في داخل الطريق الرئيسية تحمل رسالة مماثلة: قسطنطين لم يأت كفاتح، لكنه حرر روما من الاحتلال:
تحمل الممرات الصغيرة النقوش التالية:
votis x — votis xx
sic x — sic xx
تعطي تلميحاً على تاريخ القوس: «التعهدات الرسمية للذكرى العاشرة--للذكرى العشرين» و «بالنسبة لل 10th ، وذلك للذكرى 20». وكلاهما يشير إلى ديكاناليا قسطنطين، أي الذكرى العاشرة لحكمه (محسوب من 306)، الذي احتفلت به في روما في صيف 315. ويمكن افتراض أن القوس جاء تكريماً لانتصاره.

## يعمل على غرار، أو مستوحاة من «قوس قسطنطين»
بالاتين. وقد أقامها مَجلس الشُّيوخ الرّوماني لإحياء ذكرى قسطنطين الأول على ماكسنتيوس في مَعركة جِسر ميلفيان في عام 312. وهو أكبر قَوس نَصر روماني. يَمتد القَوس على طريق تريومفاليس، الطريق الذي اتخذها الأباطرة عند دُخولهم المدينة مُنتصرين.
على الرُّغم من أنه مُخَصص لقسطنطين، فإن الكثير من المواد الزُّخرفية أُدرجت في وقت سابق من زمن الأباطرة أَمثال تراجان (98-117)، هادريان (117-138) و‌ماركوس أوريليوس (161-180).  وهو آخر أقواس النَّصر القائمة في روما، كما أن سبوليا تم استخدامها على نطاق واسع، أعاد استخدامه أيضاً العديد من المدخرات الرََّئيسية من آثار الإمبراطورية في القرن الثاني، والتي تُعطي التباين في الأسلوب وشهرة في النحت الذي أُنشأ حديثاً للقوس. حصل على الاسم المُستعار من الغراب «دي كوناشيادي ايسوبو».  الأ
يَبلغ ارتِفاع القَوس 21 م، بِعرض 25.9م وعُمق 7.4 م، ويتكون من ثلاث طرق، الطَّريق المَركزي يَبلغ ارتفاعه 11.5 م وعرضه 6.5 م والمَمَرات الجانبية ارتفاعها 7.4م وعرضها 3.4م، وضعت العلية فوق الممرات، وتَتألف من الطوب مع الرخام.
الدرج المَوجود في القَوس يتم الدُّخول إليه من باب ضئيل الإرتفاع عن الأرض، وعلى الجانب الغربي مواجه لتلة بالاتين، التَّصميم العام مع الجزء الرئيسي تم تَنظيمه بِوساطة أَعمدة مُنفصلة والعلية أعلاه من النقش الرَّئيسي، على غرار قوس سيتيميوس على الطِراز الرُّوماني.

## التاريخ
شُيد القوس بين 312 و 315 ميلادي، وقد كَرَّسَه مَجلس الشُّيوخ للاحتفال عشر سنوات (دياناليا []) من عَهد قسطنطين (306-337) وانتصاره على الإمبراطور ثم الحاكم ماكنتيوس (306-312) في معركة جسر ميلفيان في 28 أكتوبر 312، كما هو مبين في عِلية النّقش، وتم افتِتاحُهُ رسمياً في 25 يوليو 315. لم يعط مجلس الشيوخ الروماني القوس لانتصار قسطنطين، كما كانوا يحتفلون بالوصايا العشر، وهي سِلسلة من ألعاب تَحدث كل عقد من أجل الرومان. وفي هذه المناسبة يقولون العَديد من الأدعية، ومع ذلك، دخل قسطنطين روما فعلاً في 29 أكتوبر 312، وسط ابتهاج كبير، وقام مجلس الشيوخ بعد ذلك بتكليف النصب.، ثم غادر روما في غضون شهرين ولم يعد حتى 326م. 
الموقع، تَقَع بين تلة بالاتين وتلة كايليان، حيث امتد الطريق القديم من الانتصارات الرومانية (عن طريق النصر) إلى الأصل، واختلفت عن طريق ساكرا. وكان هذا الطريق هو الذي اتخذه الأباطرة عندما دخلوا المَدينة مُنتصرين. وبدا الطريق في الحرم الجامعي (مارتيموس) الذي قاد السيرك حول تلة بالاتين؛ مباشرة بعد قَوس قسطنطين، تحول الموكب اليساري إلى ميتا سودانس وسار على طوله عبر ساكرا إلى المنتدى الروماني وتلة كابولين، مروراً بأقواس تيتوس وسيتيميتوس سيفيروس.
خِلال العصور الوسطى، تَمَّ دَمج قَوس قَسطَنطين في واحدة من معاقل الأسرة مِن روما القديمة، كما هو مبين في اللَّوحة من قِبل هيرمان فان سوانفيلت هنا وقد نُفذت أعمال التَّرميم لأول مَرة في القَرن الثامِن عَشر،  وحَدَثَت الحَفريَّات الأخيرة في أواخر التسعينيات، قبل اليوبيل العظيم عام 2000م. وكان القَوس بمثابه خَط النِّهاية للحدث الرِّياضي الماراثون للألعاب الأولمبية الصيفية عام 1960م.
بالاتين. وقد أقامها مَجلس الشُّيوخ الرّوماني لإحياء ذكرى قسطنطين الأول على ماكسنتيوس في مَعركة جِسر ميلفيان في عام 312. وهو أكبر قَوس نَصر روماني. يَمتد القَوس على طريق تريومفاليس، الطريق الذي اتخذها الأباطرة عند دُخولهم المدينة مُنتصرين.
على الرُّغم من أنه مُخَصص لقسطنطين، فإن الكثير من المواد الزُّخرفية أُدرجت في وقت سابق من زمن الأباطرة أَمثال تراجان (98-117)، هادريان (117-138) و‌ماركوس أوريليوس (161-180).  وهو آخر أقواس النَّصر القائمة في روما، كما أن سبوليا تم استخدامها على نطاق واسع، أعاد استخدامه أيضاً العديد من المدخرات الرََّئيسية من آثار الإمبراطورية في القرن الثاني، والتي تُعطي التباين في الأسلوب وشهرة في النحت الذي أُنشأ حديثاً للقوس. حصل على الاسم المُستعار من الغراب «دي كوناشيادي ايسوبو».  الأ
يَبلغ ارتِفاع القَوس 21 م، بِعرض 25.9م وعُمق 7.4 م، ويتكون من ثلاث طرق، الطَّريق المَركزي يَبلغ ارتفاعه 11.5 م وعرضه 6.5 م والمَمَرات الجانبية ارتفاعها 7.4م وعرضها 3.4م، وضعت العلية فوق الممرات، وتَتألف من الطوب مع الرخام.
الدرج المَوجود في القَوس يتم الدُّخول إليه من باب ضئيل الإرتفاع عن الأرض، وعلى الجانب الغربي مواجه لتلة بالاتين، التَّصميم العام مع الجزء الرئيسي تم تَنظيمه بِوساطة أَعمدة مُنفصلة والعلية أعلاه من النقش الرَّئيسي، على غرار قوس سيتيميوس على الطِراز الرُّوماني.
شُيد القوس بين 312 و 315 ميلادي، وقد كَرَّسَه مَجلس الشُّيوخ للاحتفال عشر سنوات (دياناليا []) من عَهد قسطنطين (306-337) وانتصاره على الإمبراطور ثم الحاكم ماكنتيوس (306-312) في معركة جسر ميلفيان في 28 أكتوبر 312، كما هو مبين في عِلية النّقش، وتم افتِتاحُهُ رسمياً في 25 يوليو 315. لم يعط مجلس الشيوخ الروماني القوس لانتصار قسطنطين، كما كانوا يحتفلون بالوصايا العشر، وهي سِلسلة من ألعاب تَحدث كل عقد من أجل الرومان. وفي هذه المناسبة يقولون العَديد من الأدعية، ومع ذلك، دخل قسطنطين روما فعلاً في 29 أكتوبر 312، وسط ابتهاج كبير، وقام مجلس الشيوخ بعد ذلك بتكليف النصب.، ثم غادر روما في غضون شهرين ولم يعد حتى 326م. 
الموقع، تَقَع بين تلة بالاتين وتلة كايليان، حيث امتد الطريق القديم من الانتصارات الرومانية (عن طريق النصر) إلى الأصل، واختلفت عن طريق ساكرا. وكان هذا الطريق هو الذي اتخذه الأباطرة عندما دخلوا المَدينة مُنتصرين. وبدا الطريق في الحرم الجامعي (مارتيموس) الذي قاد السيرك حول تلة بالاتين؛ مباشرة بعد قَوس قسطنطين، تحول الموكب اليساري إلى ميتا سودانس وسار على طوله عبر ساكرا إلى المنتدى الروماني وتلة كابولين، مروراً بأقواس تيتوس وسيتيميتوس سيفيروس.
خِلال العصور الوسطى، تَمَّ دَمج قَوس قَسطَنطين في واحدة من معاقل الأسرة مِن روما القديمة، كما هو مبين في اللَّوحة من قِبل هيرمان فان سوانفيلت هنا وقد نُفذت أعمال التَّرميم لأول مَرة في القَرن الثامِن عَشر،  وحَدَثَت الحَفريَّات الأخيرة في أواخر التسعينيات، قبل اليوبيل العظيم عام 2000م. وكان القَوس بمثابه خَط النِّهاية للحدث الرِّياضي الماراثون للألعاب الأولمبية الصيفية عام 1960م.
بالاتين. وقد أقامها مَجلس الشُّيوخ الرّوماني لإحياء ذكرى قسطنطين الأول على ماكسنتيوس في مَعركة جِسر ميلفيان في عام 312. وهو أكبر قَوس نَصر روماني. يَمتد القَوس على طريق تريومفاليس، الطريق الذي اتخذها الأباطرة عند دُخولهم المدينة مُنتصرين.
على الرُّغم من أنه مُخَصص لقسطنطين، فإن الكثير من المواد الزُّخرفية أُدرجت في وقت سابق من زمن الأباطرة أَمثال تراجان (98-117)، هادريان (117-138) و‌ماركوس أوريليوس (161-180).  وهو آخر أقواس النَّصر القائمة في روما، كما أن سبوليا تم استخدامها على نطاق واسع، أعاد استخدامه أيضاً العديد من المدخرات الرََّئيسية من آثار الإمبراطورية في القرن الثاني، والتي تُعطي التباين في الأسلوب وشهرة في النحت الذي أُنشأ حديثاً للقوس. حصل على الاسم المُستعار من الغراب «دي كوناشيادي ايسوبو».  الأ
يَبلغ ارتِفاع القَوس 21 م، بِعرض 25.9م وعُمق 7.4 م، ويتكون من ثلاث طرق، الطَّريق المَركزي يَبلغ ارتفاعه 11.5 م وعرضه 6.5 م والمَمَرات الجانبية ارتفاعها 7.4م وعرضها 3.4م، وضعت العلية فوق الممرات، وتَتألف من الطوب مع الرخام.
الدرج المَوجود في القَوس يتم الدُّخول إليه من باب ضئيل الإرتفاع عن الأرض، وعلى الجانب الغربي مواجه لتلة بالاتين، التَّصميم العام مع الجزء الرئيسي تم تَنظيمه بِوساطة أَعمدة مُنفصلة والعلية أعلاه من النقش الرَّئيسي، على غرار قوس سيتيميوس على الطِراز الرُّوماني.
شُيد القوس بين 312 و 315 ميلادي، وقد كَرَّسَه مَجلس الشُّيوخ للاحتفال عشر سنوات (دياناليا []) من عَهد قسطنطين (306-337) وانتصاره على الإمبراطور ثم الحاكم ماكنتيوس (306-312) في معركة جسر ميلفيان في 28 أكتوبر 312، كما هو مبين في عِلية النّقش، وتم افتِتاحُهُ رسمياً في 25 يوليو 315. لم يعط مجلس الشيوخ الروماني القوس لانتصار قسطنطين، كما كانوا يحتفلون بالوصايا العشر، وهي سِلسلة من ألعاب تَحدث كل عقد من أجل الرومان. وفي هذه المناسبة يقولون العَديد من الأدعية، ومع ذلك، دخل قسطنطين روما فعلاً في 29 أكتوبر 312، وسط ابتهاج كبير، وقام مجلس الشيوخ بعد ذلك بتكليف النصب.، ثم غادر روما في غضون شهرين ولم يعد حتى 326م. 
الموقع، تَقَع بين تلة بالاتين وتلة كايليان، حيث امتد الطريق القديم من الانتصارات الرومانية (عن طريق النصر) إلى الأصل، واختلفت عن طريق ساكرا. وكان هذا الطريق هو الذي اتخذه الأباطرة عندما دخلوا المَدينة مُنتصرين. وبدا الطريق في الحرم الجامعي (مارتيموس) الذي قاد السيرك حول تلة بالاتين؛ مباشرة بعد قَوس قسطنطين، تحول الموكب اليساري إلى ميتا سودانس وسار على طوله عبر ساكرا إلى المنتدى الروماني وتلة كابولين، مروراً بأقواس تيتوس وسيتيميتوس سيفيروس.
خِلال العصور الوسطى، تَمَّ دَمج قَوس قَسطَنطين في واحدة من معاقل الأسرة مِن روما القديمة، كما هو مبين في اللَّوحة من قِبل هيرمان فان سوانفيلت هنا وقد نُفذت أعمال التَّرميم لأول مَرة في القَرن الثامِن عَشر،  وحَدَثَت الحَفريَّات الأخيرة في أواخر التسعينيات، قبل اليوبيل العظيم عام 2000م. وكان القَوس بمثابه خَط النِّهاية للحدث الرِّياضي الماراثون للألعاب الأولمبية الصيفية عام 1960م.
بالاتين. وقد أقامها مَجلس الشُّيوخ الرّوماني لإحياء ذكرى قسطنطين الأول على ماكسنتيوس في مَعركة جِسر ميلفيان في عام 312. وهو أكبر قَوس نَصر روماني. يَمتد القَوس على طريق تريومفاليس، الطريق الذي اتخذها الأباطرة عند دُخولهم المدينة مُنتصرين.
على الرُّغم من أنه مُخَصص لقسطنطين، فإن الكثير من المواد الزُّخرفية أُدرجت في وقت سابق من زمن الأباطرة أَمثال تراجان (98-117)، هادريان (117-138) و‌ماركوس أوريليوس (161-180).  وهو آخر أقواس النَّصر القائمة في روما، كما أن سبوليا تم استخدامها على نطاق واسع، أعاد استخدامه أيضاً العديد من المدخرات الرََّئيسية من آثار الإمبراطورية في القرن الثاني، والتي تُعطي التباين في الأسلوب وشهرة في النحت الذي أُنشأ حديثاً للقوس. حصل على الاسم المُستعار من الغراب «دي كوناشيادي ايسوبو».  الأ
يَبلغ ارتِفاع القَوس 21 م، بِعرض 25.9م وعُمق 7.4 م، ويتكون من ثلاث طرق، الطَّريق المَركزي يَبلغ ارتفاعه 11.5 م وعرضه 6.5 م والمَمَرات الجانبية ارتفاعها 7.4م وعرضها 3.4م، وضعت العلية فوق الممرات، وتَتألف من الطوب مع الرخام.
الدرج المَوجود في القَوس يتم الدُّخول إليه من باب ضئيل الإرتفاع عن الأرض، وعلى الجانب الغربي مواجه لتلة بالاتين، التَّصميم العام مع الجزء الرئيسي تم تَنظيمه بِوساطة أَعمدة مُنفصلة والعلية أعلاه من النقش الرَّئيسي، على غرار قوس سيتيميوس على الطِراز الرُّوماني.
شُيد القوس بين 312 و 315 ميلادي، وقد كَرَّسَه مَجلس الشُّيوخ للاحتفال عشر سنوات (دياناليا []) من عَهد قسطنطين (306-337) وانتصاره على الإمبراطور ثم الحاكم ماكنتيوس (306-312) في معركة جسر ميلفيان في 28 أكتوبر 312، كما هو مبين في عِلية النّقش، وتم افتِتاحُهُ رسمياً في 25 يوليو 315. لم يعط مجلس الشيوخ الروماني القوس لانتصار قسطنطين، كما كانوا يحتفلون بالوصايا العشر، وهي سِلسلة من ألعاب تَحدث كل عقد من أجل الرومان. وفي هذه المناسبة يقولون العَديد من الأدعية، ومع ذلك، دخل قسطنطين روما فعلاً في 29 أكتوبر 312، وسط ابتهاج كبير، وقام مجلس الشيوخ بعد ذلك بتكليف النصب.، ثم غادر روما في غضون شهرين ولم يعد حتى 326م. 
الموقع، تَقَع بين تلة بالاتين وتلة كايليان، حيث امتد الطريق القديم من الانتصارات الرومانية (عن طريق النصر) إلى الأصل، واختلفت عن طريق ساكرا. وكان هذا الطريق هو الذي اتخذه الأباطرة عندما دخلوا المَدينة مُنتصرين. وبدا الطريق في الحرم الجامعي (مارتيموس) الذي قاد السيرك حول تلة بالاتين؛ مباشرة بعد قَوس قسطنطين، تحول الموكب اليساري إلى ميتا سودانس وسار على طوله عبر ساكرا إلى المنتدى الروماني وتلة كابولين، مروراً بأقواس تيتوس وسيتيميتوس سيفيروس.
خِلال العصور الوسطى، تَمَّ دَمج قَوس قَسطَنطين في واحدة من معاقل الأسرة مِن روما القديمة، كما هو مبين في اللَّوحة من قِبل هيرمان فان سوانفيلت هنا وقد نُفذت أعمال التَّرميم لأول مَرة في القَرن الثامِن عَشر،  وحَدَثَت الحَفريَّات الأخيرة في أواخر التسعينيات، قبل اليوبيل العظيم عام 2000م. وكان القَوس بمثابه خَط النِّهاية للحدث الرِّياضي الماراثون للألعاب الأولمبية الصيفية عام 1960م.
- Brandenburg Gate (Potsdam)|Brandenburg Gate, Potsdam, Prussia 1770
- Arc de Triomphe du Carrousel,Paris, France 1806
- قوس الرخام، لندن، إنجلترا (1828)
- Siegestor, ميونخ، Germany
- Union Station (Washington, D.C.)|Union Station, واشنطن العاصمة، USA (1908)
- المتحف الأمريكي للتاريخ الطبيعي (Central Park West facade), نيويورك، USA (1936)
- Kedleston Hall, Derbyshire, UK
- Facade of Church of Saint-Denis, باريس، فرنسا
- Arch of Triumph (Pyongyang)|Arch of triumph, بيونغيانغ،North Korea